# Шор Віктор Абрамович
Шор Віктор Абрамович (рос. Шор Виктор Абрамович) — російський астроном українського походження, фахівець з динаміки тіл Сонячної системи. Доктор фізико-математичних наук, завідувач лабораторії малих планет Інституту прикладної астрономії РАН, відповідальний редактор щорічника «Ефемериди малих планет» (1999—2016).

## Біографія
Народився в Харкові 29 вересня 1929 року. У 1947—1952 роках навчався в Харківському університеті.
Від 1956 працював в Інституті теоретичної астрономії АН СРСР (ІТА) в Ленінграді (нині Санкт-Петербург). У 1956—1959 навчався там в аспірантурі, а від 1959 працював молодшим науковим співробітником. 1961 року захистив кандидатську дисертацію «Про розв'язання супутникової задачі трьох тіл методом Гілла—Брауна за допомогою швидких обчислювальних машин». Від 1967 працював в ІТА старшим науковим співробітником. Від 1967 був заступником завідувача відділу малих планет і комет, а в 1989—1998 роках — завідувачем лабораторії динаміки малих планет.
Від липня 1998 року у зв'язку з об'єднанням ІТА з Інститутом прикладної астрономії РАН (ІПА) Шор став провідним науковим співробітником ІПА та завідувачем лабораторії малих планет. У 1999 році він захиїстив докторську дисертацію «Теорії руху й ефемеридне забезпечення планет і супутників». Лабораторію малих планет він очолював до 2004 року.
Опублікував понад 120 робіт, був співавтором 4 монографій про малі планети й астероїдно-кометну небезпеку. Був членом Міжнародного астрономічного союзу, членом Міжнародного комітету з найменувань малих тіл Сонячної системи (1994-2012). У 1977-1998 роках був заступником відповідального редактора, а в 1999-2016 - відповідальним редактором видаваного в Санкт-Петербурзі щорічника «Ефемериди малих планет». Був членом експертної ради Російської академії наук з космічних загроз.
25 жовтня 2021 року захворів на COVID-19. За тиждень його шпиталізували зі 100 % враженням легень. 20 листопада 2021 року на 93-му році життя він помер у реанімації Госпіталю для ветеранів війн у Санкт-Петербурзі.

## Відзнаки
- У 1989 році з нагоди 60-ліття Шора на його честь назвали астероїд 3946 Шор[1][4].